# Почётный гражданин Волгоградской области
Почётное звание «Почётный гражданин Волгоградской области» — почётное звание, высшая награда Волгоградской области.

## История
Учреждено 13 ноября 2001 года в целях признания выдающихся заслуг граждан, имеющих знаки общественного и государственного отличия, внесших значительный вклад в развитие Волгоградской области, способствовавших росту её авторитета в глазах российской и мировой общественности.
Почётное звание является высшей наградой Волгоградской области и присваивается Волгоградской областной Думой гражданам Российской Федерации и иностранным гражданам исключительно за личные заслуги и достижения.
Лицу, удостоенному почётного звания, вручаются:
- грамота почётного гражданина Волгоградской области;
- нагрудный знак почётного гражданина Волгоградской области и удостоверение к нему;
- выплачивается единовременное денежное вознаграждение.

Почётные граждане Волгоградской области пользуются льготами и преференциями, их имена заносятся в Книгу почётных граждан Волгоградской области.
Книга почётных граждан Волгоградской области находится на постоянном хранении в Волгоградском областном краеведческом музее.

## Список

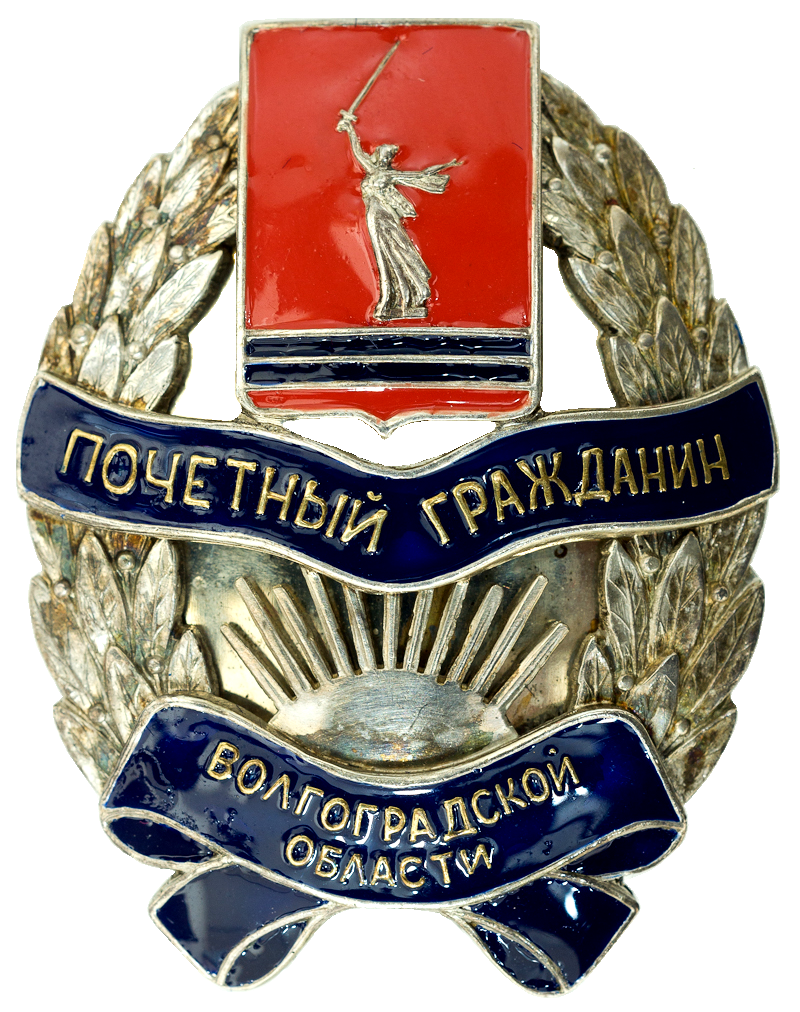
Вид нагрудного знака Почётного гражданина Волгоградской области вручавшийся до 1 января 2023 года

За историю существования областной награды ею было отмечено 40 человек. Среди них:
- Алекперов, Вагит Юсуфович — президент ПАО «Лукойл»
- Гаврилов, Алексей Максимович — академик Российской академии сельскохозяйственных наук
- Джангишерашвили, Отар Иванович — народный артист Российской Федерации
- Загорулько, Максим Матвеевич — ректор Волгоградского государственного университета
- Исинбаева, Елена Гаджиевна — чемпионка, российская легкоатлетка, прыгунья с шестом
- Калашников, Владимир Ильич — министр мелиорации и водного хозяйства РСФСР (1982—1984)
- Коваль, Владислав Эдуардович — заслуженный художник России
- Кулькин, Евгений Александрович — поэт, прозаик, журналист
- Лепехин, Юрий Васильевич — Герой труда РФ
- Макеев, Василий Степанович — поэт, заслуженный работник культуры РФ
- Максюта, Николай Кириллович — губернатор) Волгоградской области
- Некрасов, Юрий Александрович — заслуженный работник культуры РФ
- Новаков, Иван Александрович — доктор химических наук, академик РАН, заслуженный деятель науки РФ
- Новиков, Анатолий Александрович — вице-президент ПАО «Лукойл»
- Орлов, Альберт Николаевич — председатель исполнительного комитета Волгоградского областного Совета народных депутатов
- Пахмутова Александра Николаевна — советский и российский композитор
- Попова, Лия Николаевна — Заслуженный агроном Российской Федерации
- Садовый, Евгений Викторович — советский и российский пловец, трёхкратный олимпийский чемпион
- Сергеев, Николай Константинович — академик РАО
- Семенов, Виктор Николаевич — заслуженный деятель искусств Российской Федерации
- Серов, Эдуард Афанасьевич — дирижёр, народный артист России
- Степашин, Сергей Вадимович — государственный деятель, в 1999 году Председатель Правительства Российской Федерации
- Терещенко, Михаил Васильевич — советский военный, участник Великой Отечественной войны
- Митрополит Герман (Тимофеев Геннадий Евгеньевич) — архиерей Русской Православной Церкви (на покое)
- Хорошева, Галина Ильинична — заместитель главы администрации Волгоградской области
- Екимов, Борис Петрович — русский писатель
- Шабалин, Аркадий Васильевич — кандидат технических наук, заслуженный конструктор РФ

## Отражение в СМИ
7 марта 2019 года на церемонии вручения премии победительницам регионального конкурса «Женщина года» губернатор Андрей Бочаров предложил присвоить звание «Почётный гражданин Волгоградской области» Александре Пахмутовой, которая в 2019 году отмечала юбилей.
2 июля 2019 года представители Общественной региональной организации ветеранов военной службы «Офицерское собрание „Честь имею“» обратились к депутатам с предложением о выдвижении бывшего командира ОМОН Волжского Сергея Куприна на присвоение ему звания Почётный гражданин Волгоградской области. Сергей Куприн занимает должность председателя комитета по физической культуре и спорту администрации Волжского, участвовал в боевых действиях в Чечне, Северной Осетии, Дагестане и был награждён Орденом Мужества и медалью «За отвагу». По инициативе Сергея Куприна ряду школ Волжского были присвоены имена героев-участников боевых действий в Чечне.
30 января 2020 года в зале Воинской и Трудовой Славы Волгоградской области состоялась презентация книги «Почетные граждане. Время. Герои. Судьбы». Это первая в истории региона книга, которая объединила биографические рассказы о Почётных гражданах Волгоградской области и города-героя Волгограда. Работа три года, использовались архивные документы, фотографии, а также повествования самих героев. В написании участвовали краеведы, ученые, журналисты и писатели. Помощь в сборе и подготовке исторических и библиографических материалов оказали Волгоградская областная универсальная научная библиотека имени Максима Горького, Волгоградский областной краеведческий музей, Государственный музей-заповедник «Сталинградская битва», Центр по изучению Сталинградской битвы и другие структуры. Тираж направят в библиотеки и школы муниципальных образований региона, Почетным гражданам Волгограда и Волгоградской области, семьям и родственникам ушедших из жизни Почетных граждан.
В марте 2020 года жители города поддержали ходатайство о присвоении 100-летнему ветерану Владимиру Семеновичу Турову звание Почётного гражданина Волгоградской области. Владимир Туров на протяжении последних 20 лет возглавляет общественную организацию — клуб «Сталинград» Архивная копия от 26 марта 2020 на Wayback Machine, которая занимается патриотическим воспитанием и сохранением исторической памяти.